# رانگاناتان فرانسیس
رانگاناتان فرانسیس (به انگلیسی: Ranganathan Francis) ورزشکار مرد رشتهٔ هاکی روی چمن اهل کشور هند است. وی در بین سال‌های ‎۱۹۴۸ تا ۱۹۵۶ میلادی در مسابقات بازی‌های المپیک تابستانی در مجموع ۳ مدال طلا را کسب کرد.